# Pietro La Fontaine
Pietro La Fontaine (Viterbo, 29 de febrero de 1860 – Paderno del Grappa, 9 de julio de 1935) fue clérigo católico italiano, cardenal y patriarca de Venecia.

## Biografía
Pietro La Fontaine nació en Viterbo el 29 de noviembre de 1860 en el seno de familia burguesa. Sus padres fueron Francisco La Fontaine y María Bianchini. Fue ordenado sacerdote en 1883 por el obispo de Viterbo, Giovanni Battista Paolucci. Fue encargado de la guía del seminario diocesano local hasta cuando fue nombrado obispo de Cassano all'Jonio en 1906. Fue nombrado por el papa Pío X secretario de la Congregación de Ritos y arcipreste de la basílica lateranense en 1910.
La Fontaine fue nombrado patriarca de Venecia el 5 de marzo de 1915 por el papa Benedicto XV. El mismo pontífice le elevó al rango de cardenal el 4 de diciembre de 1916, con el título de Santos Nereo y Aquileo. En 1921 fue nombrado titular de Santos XII Apóstoles. Participó del cónclave de 1922 en el que fue elegido el papa Pío XI. Este le concedió numerosos legados pontificios. El 22 de abril de 1924 fue recibido como capellán de la Sagrada Orden Militar Orden Constantiniano.
El patriarca de Venecia murió en el seminario menor de Paderno del Grappa el 9 de julio de 1935. Fue enterrado inicialmente en el Templo Votivo, ubicado en el Lido de Venecia, siendo trasladado en 1959 a la cripta de la Basílica de San Marcos. En 1960 fue introducida su causa de beatificación, por lo que en la Iglesia católica es considerado siervo de Dios.